# Amanitaceae
Amanitaceae Edouard-Jean Gilbert (1940) este o familie de ciuperci  a încrengăturii Basidiomycota, din clasa Agaricomycetes și în ordinul Agaricales, cuprinzând 5 genuri, în primul rând cel de tip Amanita. Familia este răspândită pe toate continentele (în afară de Antarctida) și apare preponderent în păduri de foioase și de conifere cât și prin pășuni tufișuri sau livezi și parcuri, din primăvară până în toamnă.

## Descriere
- Pălăria: Bureții acestei familii au inițial formă de ou, învelit în așa numitul velum universale, mulți conțin în plus un velum partiale. Cuticula este în mod normal uscată și poartă solzi trecători (exceptie sunt câteva specii mucoase din genul Limacella).
- Lamelele: sunt albe, destul de subțiri, aglomerate, și libere, adică neaderate la picior.
- Piciorul: se subțiază spre pălărie și prezintă cu excepția subgenului Amanita sect. Vaginatae un inel și bulb. Se dezvoltă mereu dintr-o volvă mai mult sau mai puțin marcantă.
- Carnea: este destul de moale, de miros și gust nu neplăcut.
- Caracteristici microscopice: Sporii sunt albi până verzui, netezi până slab verucoși, amilozi (ce înseamnă colorabilitatea structurilor tisulare folosind reactivi de iod) sau neamilozi (nu se decolorează cu reactivi de iod).[4]

## Genurile familiei
Această familie cuprinde după Catalogue of Life 5 genuri:
- Amanita: cu 7 secții[6]
- Amarrendia: se dezvoltă numai în Australia și subteran ca trufele.[7]
- Catatrama: conține numai o singură specie, Catatrama costaricensis, găsită în Costa Rica 1991.[8]
- Limacella: conține aproximativ 40 de specii care seamănă parțial foarte mult cu specii de genul Lepiota sau Macrolepiota.[9]
- Torrendia: conține 5 specii, foarte asemănătoare subgenului Amanita sect. Caesareae.[10] Tipul de specie Torrendia pulchella a fost prim-descrisă de renumitul micolog italian Giacomo Bresadola în 1902.

## Genurile Amanitaceae în imagini (selecție)

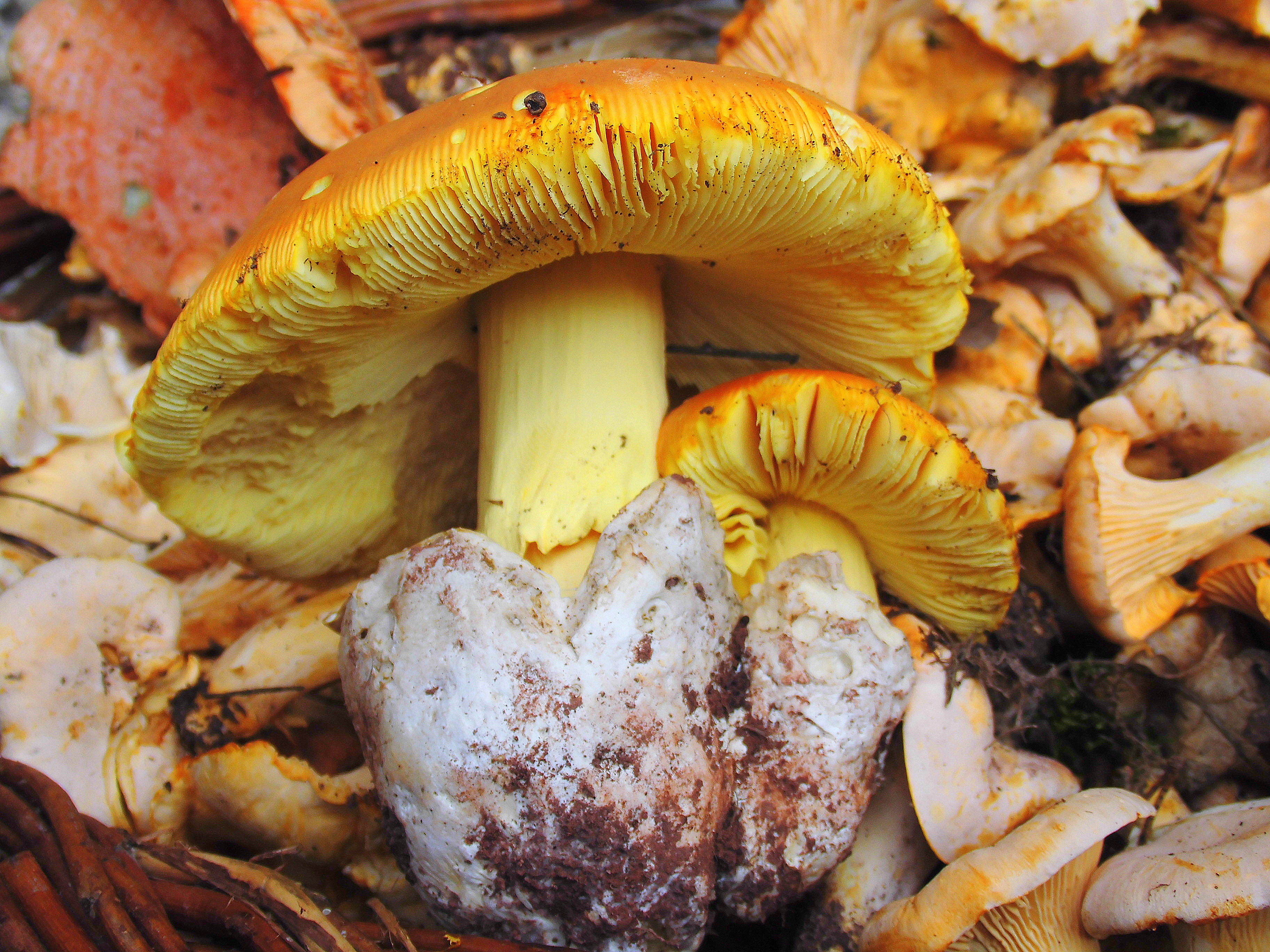
Amanita caesarea
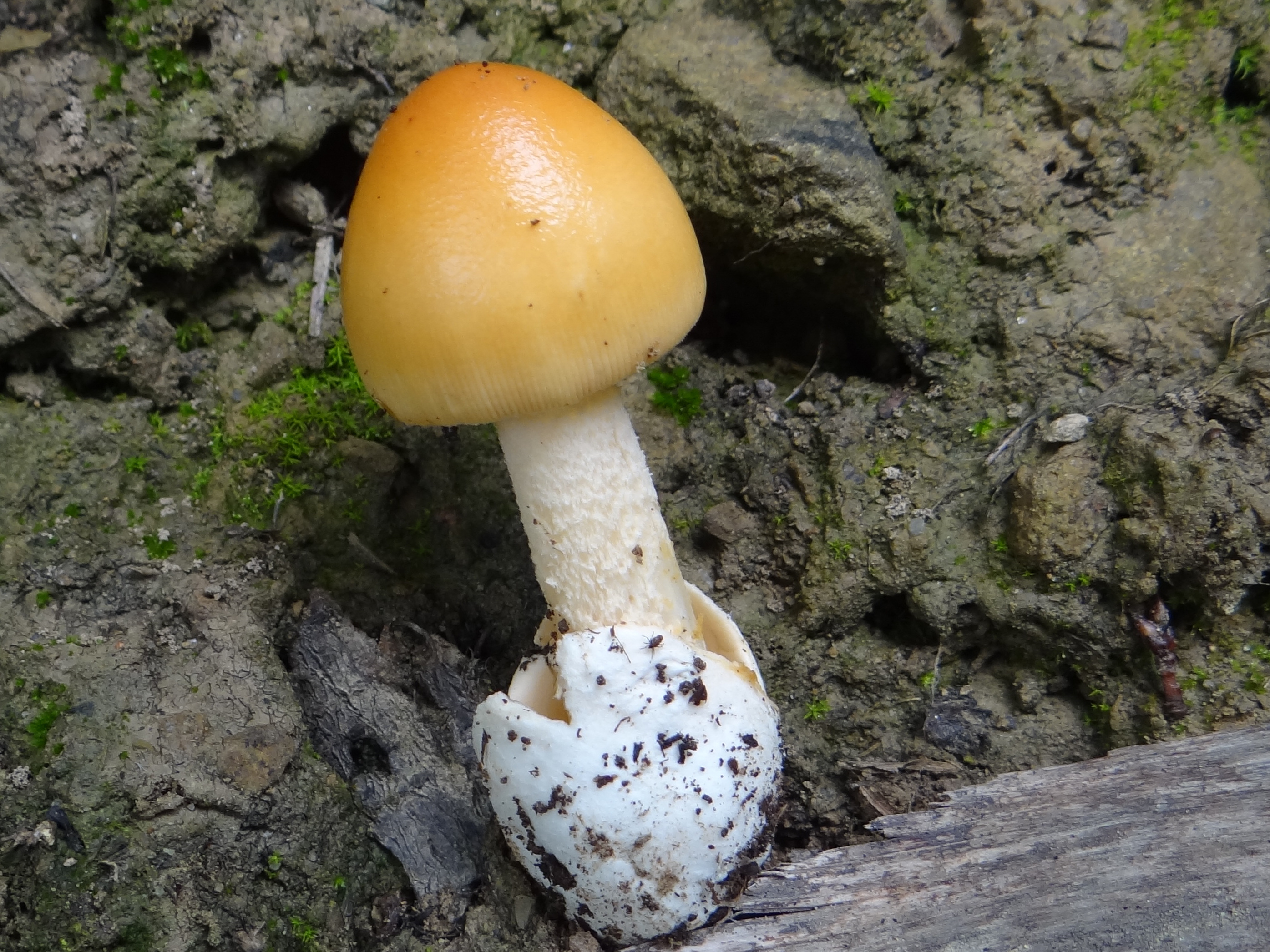
Amanita crocea
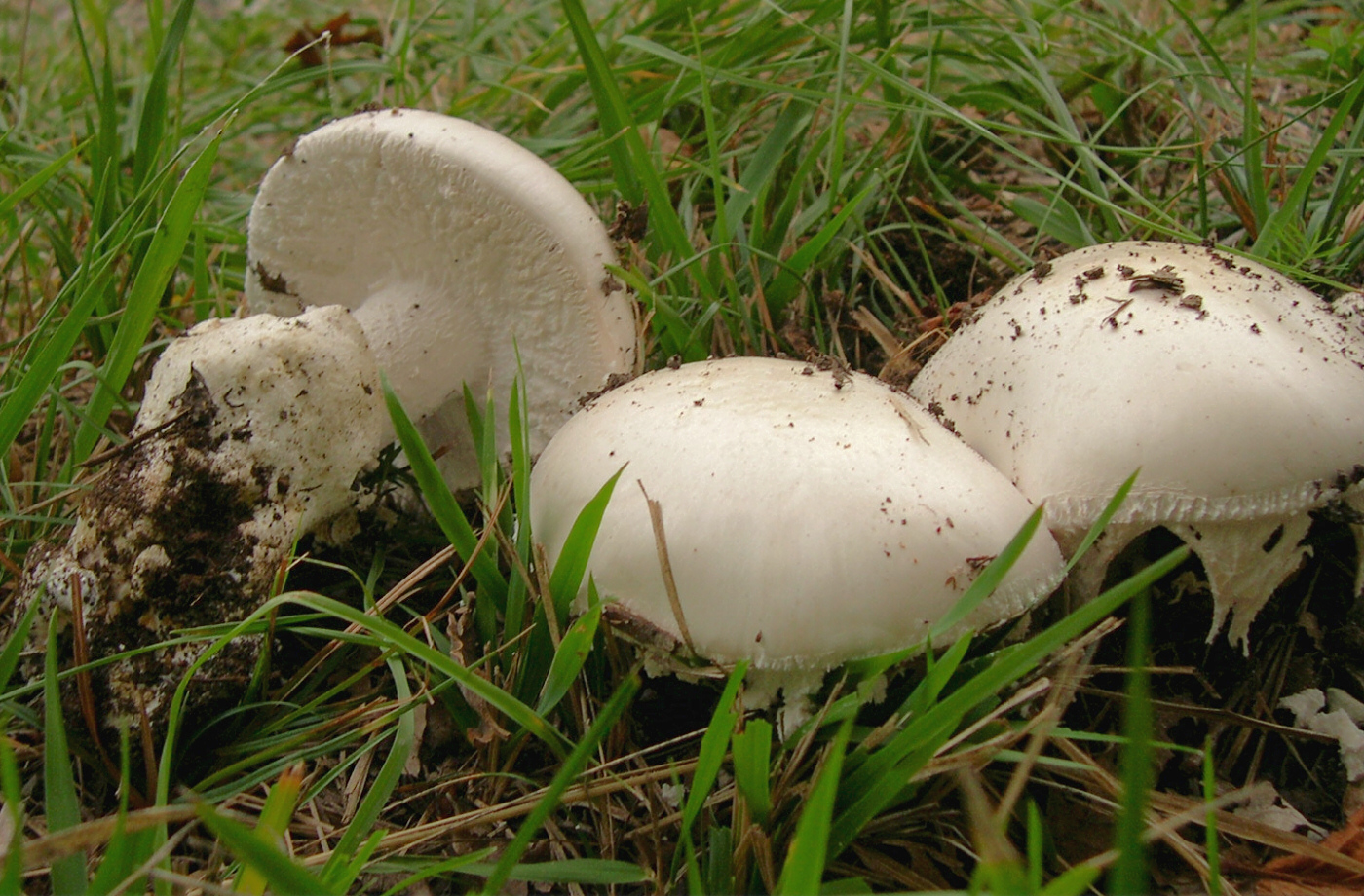
Amanita ovoidea
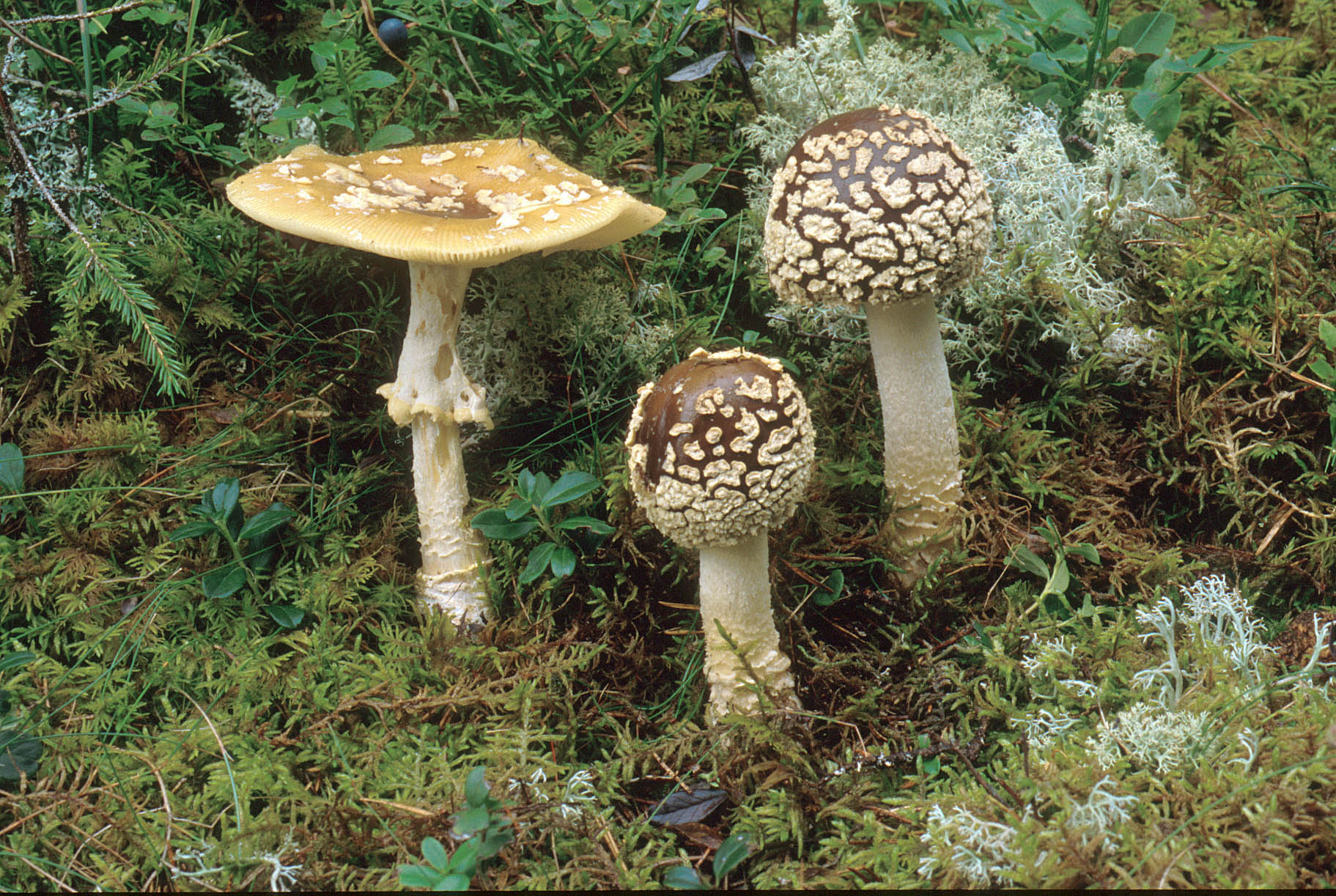
Amanita regalis
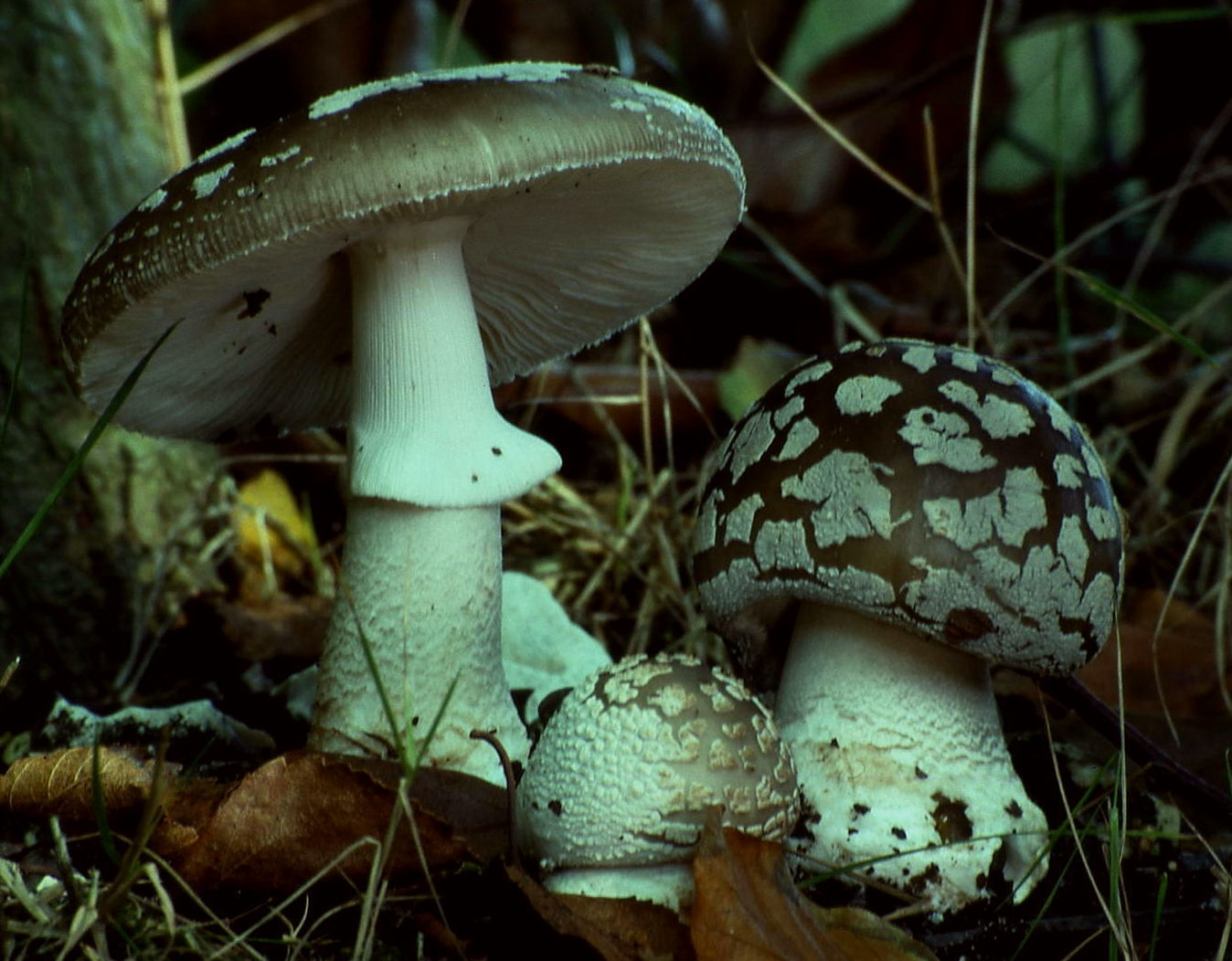
Amanita spissa
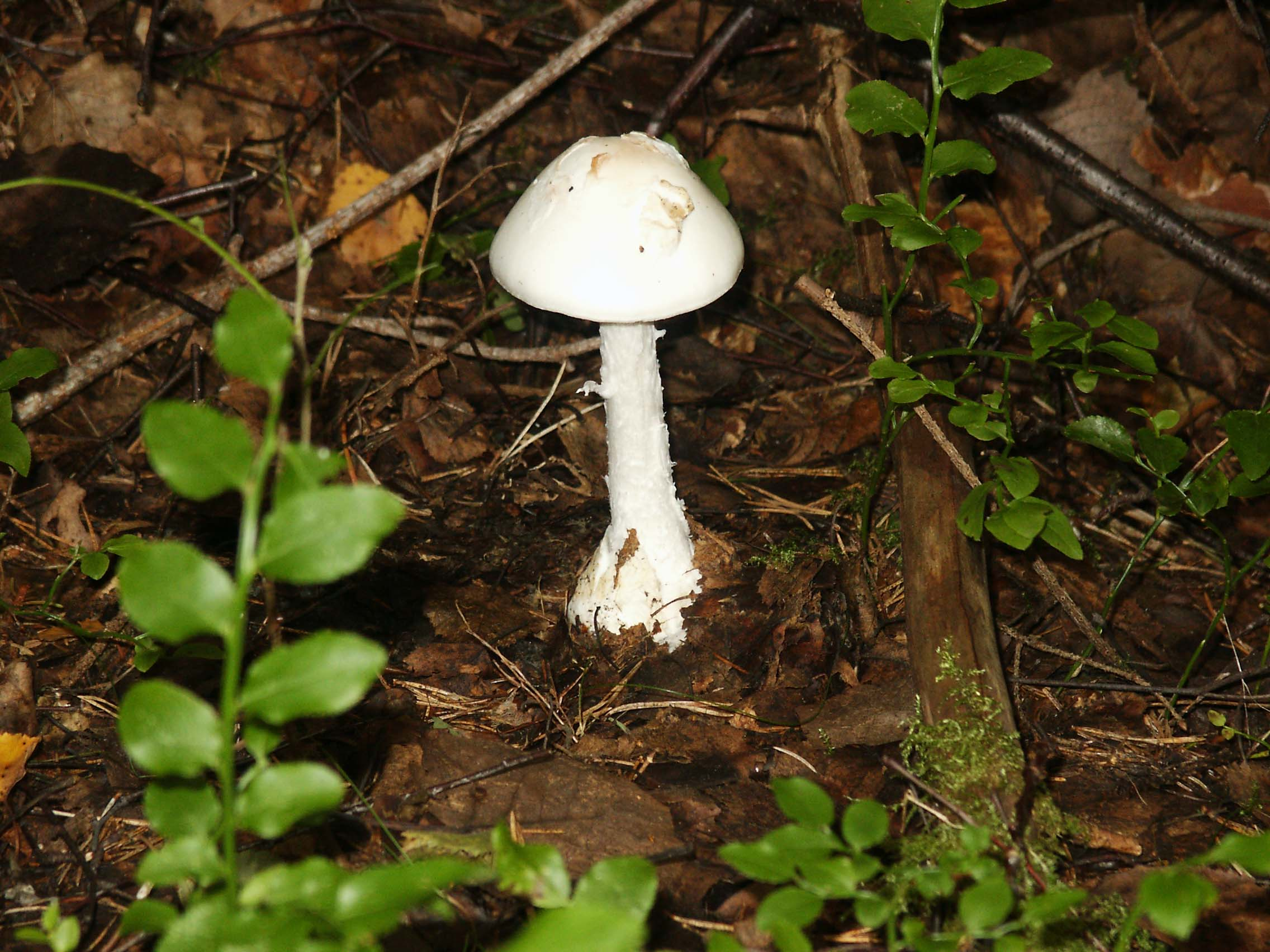
Amanita virosa
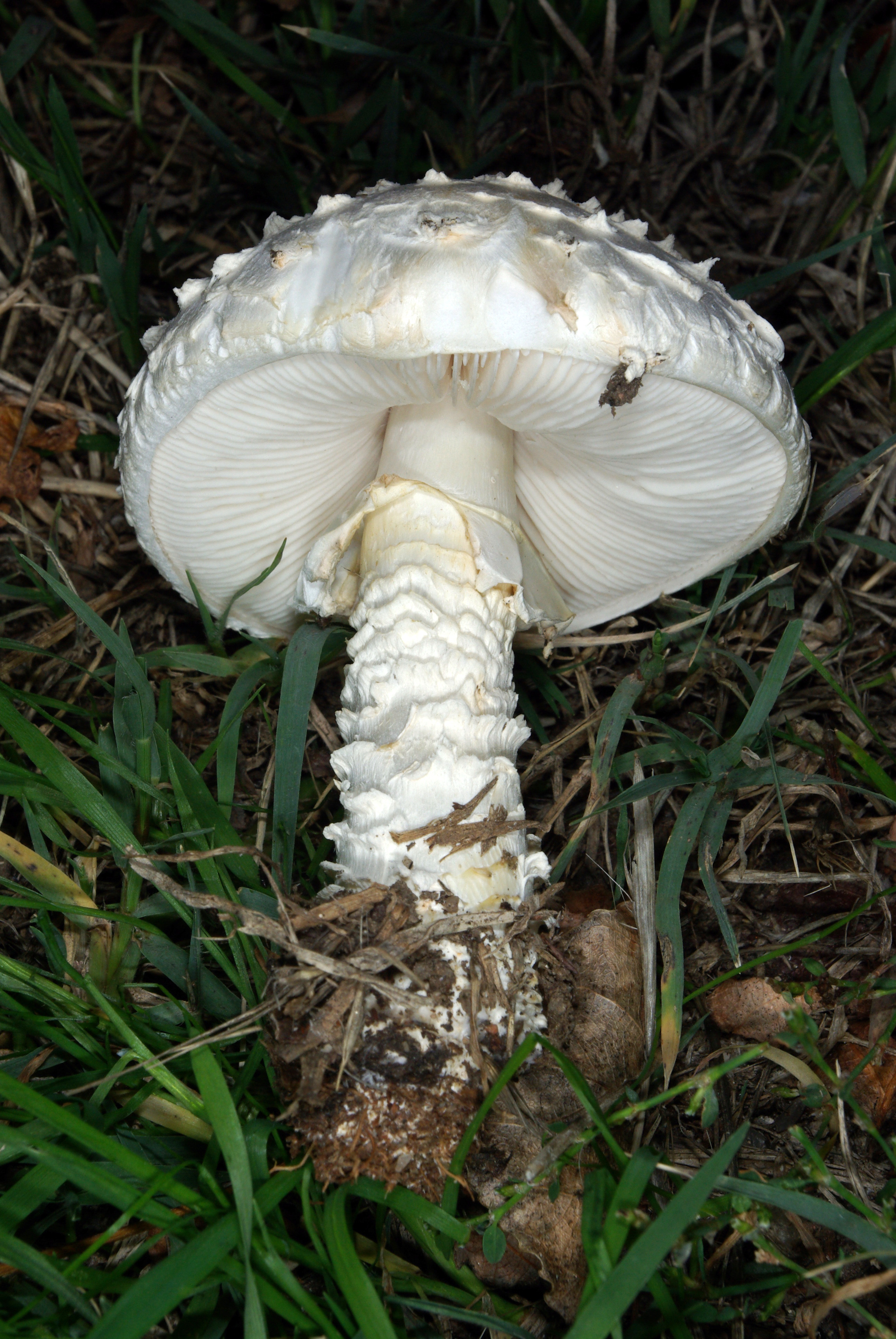
Amanita vittadinii
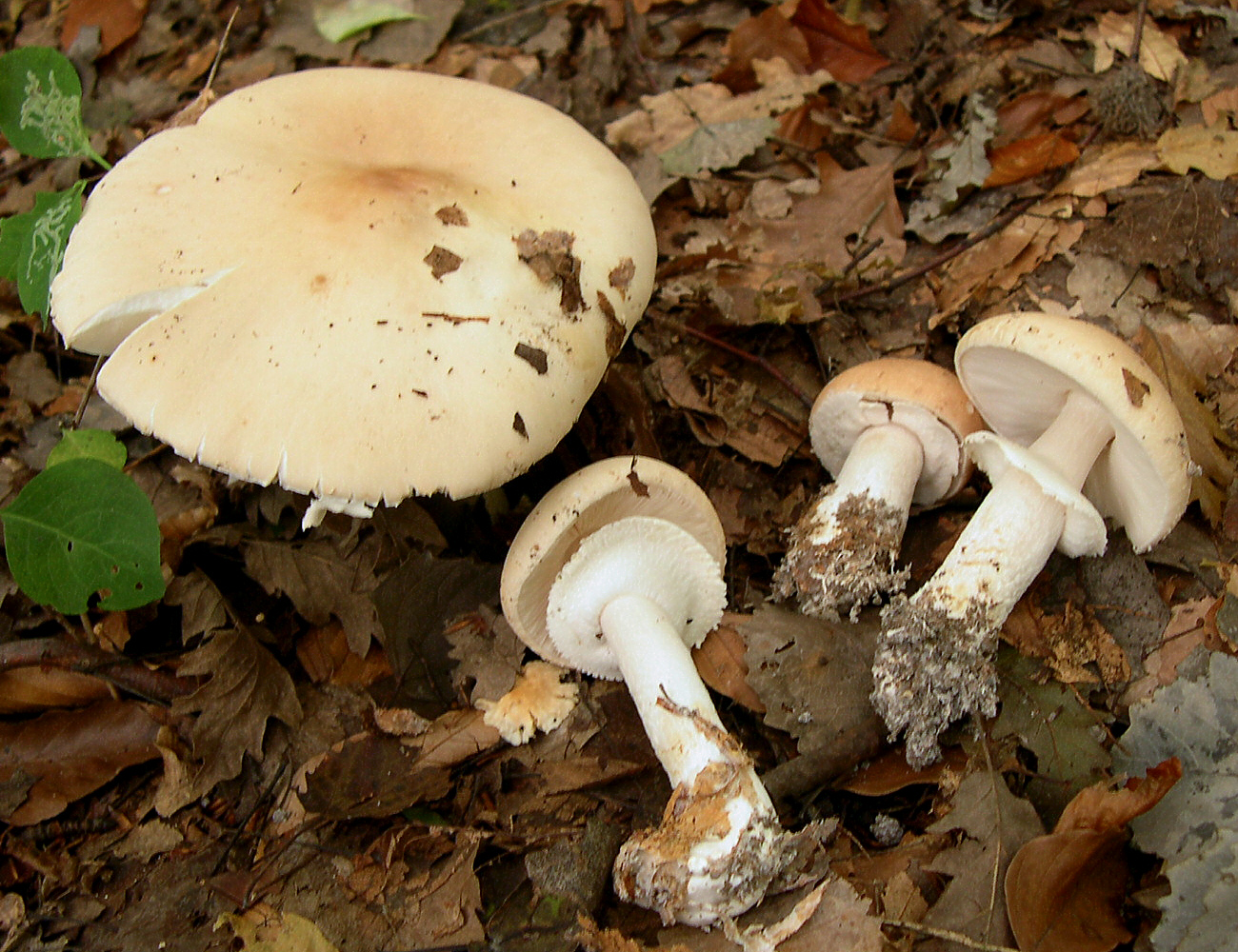
Limacella guttata
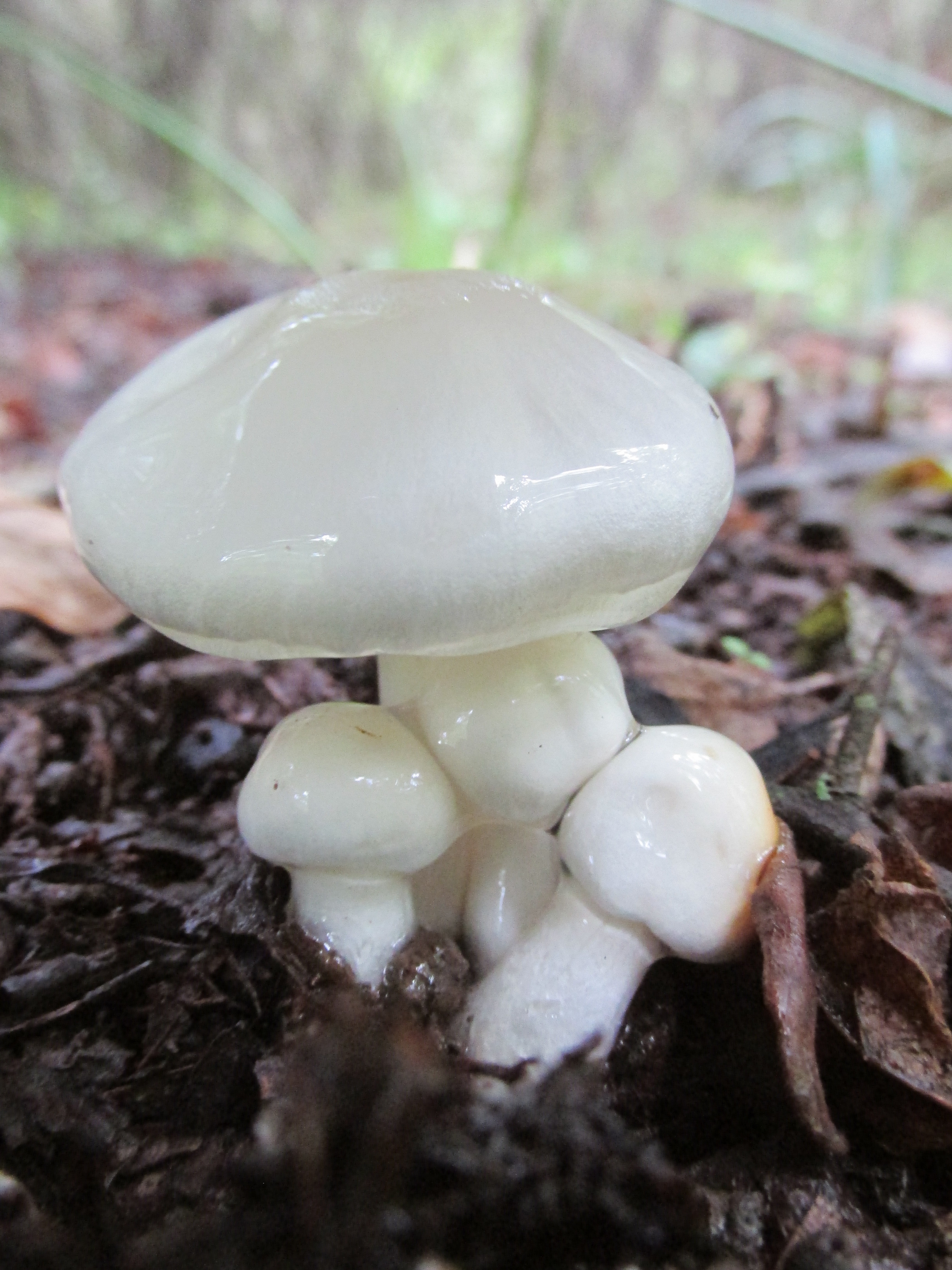
Limacella illinita
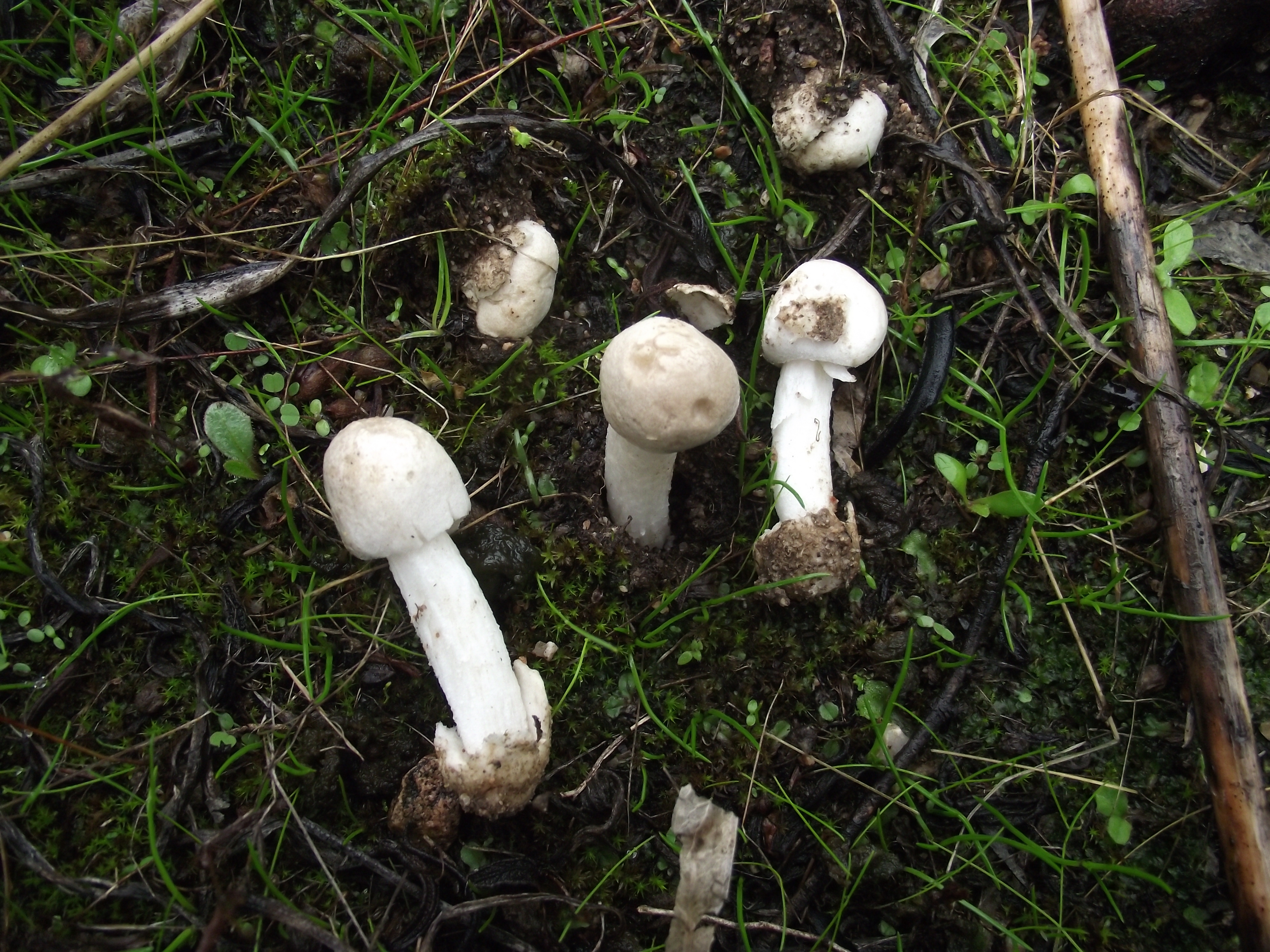
Torrendia pulchella